# Superintendente de Finanzas
El Superintendente de Finanzas fue un oficial de la administración de las finanzas en la Francia del Antiguo Régimen. Su función era la de ordenar los gastos del Estado.

## Historia
El término aparece en 1561. El cargo era heredero del de Intendente de Finanzas, creado en 1552 por Enrique II de Francia. En la época, se nombraron tres intendentes de finanzas. Uno de ellos también participaba en el Consejo privado. El título de superintendente se debe precisamente a esta distinción. En 1561, el título recae en dos personas, Artus de Cossé y el Conde de Chaulnes. Un reglamento del 23 de octubre de 1563 dispone que el Consejo del Rey se reuniría una vez a la semana para tratar de cuestiones de finanzas. Entre otros debían comparecer los Superintendentes de Finanzas y otros oficiales del Departamento de Finanzas, como el Tesorero de los Ahorros. en 1567 Cossé fue promocionado al cargo de Mariscal de Francia, abandonando por tanto el cargo de superintendente, como probablemente haría también el Conde de Chaulnes, en favor de René de Birague que ejercería en solitario y alrededor de 1570, sus funciones fueron asumidas por el Consejo Real de Finanzas.
Enrique III de Francia, suprime el Consejo de Finanzas en 1574 y nombra un superintendente. Enrique IV de France sustituye nuevamente la superintendencia por un consejo. Así el cargo funciona de forma intermitente, pero siempre con su destino vinculado intrínsecamente al del Consejo de Finanzas.
El 5 de septiembre de 1661, Nicolás Fouquet fue arrestado por malversación y es llevado ante una corte de justicia. El 12 de septiembre, un reglamento reemplaza el cargo de Superintendente por un Consejo Real de Finanzas en el que debería formar parte un Intendente de Finanzas, responsabilidad que recaería en la persona de Jean-Baptiste Colbert, del que se sospechó que promovió el juicio contra Fouquet pues ambicionaba las riquezas y el poder que otorgaba el puesto de Superintendente de Finanzas.

## Lista de Superintendentes de Finanzas
- 1561–1567 : Artus de Cossé ; Louis d'Ongnyes, Conde de Chaulnes
- 1568–1570 : René de Birague
- 1574–1588 : Pomponne de Bellièvre
- 1588–1594 : François d'O
- 1598–1611 : Maximilien de Béthune, futuro Duque de Sully
- 1614–1619 : Pierre Jeannin
- 1619–1622 : Henri de Schomberg, Conde de Nanteuil
- 1623–1624 : Charles, Marqués de La Vieuville
- 1624–1626 : Jean Bochart de Champigny ; Michel de Marillac
- 1626–1632 : Antoine Coiffier de Ruzé, Marqués d'Effiat
- 1632–1640 : Claude de Bullion ; Claude Bouthillier
- 1640–1643 : Claude Bouthillier
- 1643–1647 : Nicolas de Bailleul ; Claude de Mesmes, Conde de Avaux
- 1647–1648 : Michel Particelli d'Hémery
- 1648–1649 : Claude de La Porte, Señor de La Meilleraye
- 1649–1650 : Michel Particelli d'Hémery ; Claude de Mesmes
- 1650–1651 : René de Longueil, Marqués de Maisons
- 1651–1653 : Charles, Marqués, después Duque de La Vieuville
- 1653–1659 : Nicolás Fouquet ; Abel Servien
- 1659–1661 : Nicolás Fouquet